# Magyar titkok
A Magyar titkok romantikus regény, Nagy Ignác legjobb szépprózai műve. Először 1844–1845-ben Pesten, folytatásokban jelent meg.

## „Vörös fonál”
A romantikus regény hőse a bátor, okos Bende, aki maga mondja el a történteket. Az alakját állandóan változtató gonosztevőt, a nőket álnév alatt elcsábító Sobrit üldözi, leleplezi és végül természetesen elfogja. Sobri itt nem az a bakonyi betyár, akinek gondolnánk, hanem egy fővárosi, úri gazember. Bende sok izgalmas kalandja során a főváros minden pontján követi, az ártatlan áldozatokat megmenti, a bűnösöket megbünteti, a gonosz emberek tervei pedig meghiúsulnak. Eközben a derék főhősről alig tudunk meg valamit, az író hősei egyénítésével nemigen törődik.
A cselekmény bonyolításában, romantikus szertelenségeiben a híres francia író, Eugène Sue Les Mystères de Paris című regényének hatása erősen érződik. A hasonlóságok a főhős megformálásában és egyes részletekben is kimutathatók. A gyilkosságokban, rablásokban és más bűncselekményekben bővelkedő történet azonban csak egyik eleme a regénynek: váz, „vörös fonál”, melyre az író az életképek hosszú sorozatát fűzte föl. Amint könyve zárszavában írta: „a fővárosi élet balságait és fogyatkozásait törekvém kiemelni, ezáltal alkalmat akarván adni némely célszerű javításra és javulásra. Hogy pedig nagyobb terjedelmességre számított munkámat az egyhangúságtól megmentsem, s az olvasási érdeket növeljem, ezen egyes életképeket a regényesség vörös fonalával szőttem át.”
Nagy Ignác a kor jeles újságírója volt; napi krónikáiban, karcolataiban a pesti élet mindennapi eseményeit és jellemző alakjait humorosan, kissé torzítva mutatta be. Ilyen önálló életképek, rövid epizódok sorozata ez a műve is, a szó eredeti értelmében tehát nem is igazán regény.
Az író hősével együtt elviszi az olvasót a korabeli Pest-Buda jellegzetes pontjaira, úri és kevéssé úri szórakozóhelyeire, bemutat játékbarlangot, zsiványok fészkét, koldustanyát, csapszékeket. Fölvezeti a főváros tipikus figuráit: a házbért emelő háztulajdonost, a német nyárspolgárt, a goromba hídvámszedőt, a bérkocsist, a hajdút, a szédelgő uzsorást, a naplopó gavallért. Torzító tükrében életre kel az akkor még egyáltalán nem „nagyváros” világa, hol komoly, hol tréfás-gúnyos kritikai megjegyzésekkel kísérve.
Mai szemmel nézve a Magyar titkok igazi értékét ennek az eltűnt világnak, változatos színhelyeinek ábrázolása adja. „Ez az első mű irodalmunkban, amely széles körképet fest Pestről.”

## Megjelenése, fogadtatása
A regény eredetileg, 1844–1845-ben nem könyv alakban, hanem tizenkét füzetben, folytatásokban jelent meg. Az író munkáját eleinte csak hat füzetre tervezte, de mivel a füzeteket szétkapkodták, megírt még hat füzetet, a közönség nagy örömére. Műve a kor egyik legnépszerűbb regénye lett.
Pest az 1840-es években kezdett kibontakozni kisvárosi jellegéből, a fejlődés új típusokat,  eredeti figurákat teremtett. Nagy Ignác művének sikerében a „detektív” történet mellett bizonyára szerepe volt a különös fővárosi életképek bemutatásának is.
A Magyar titkok később 1908-ban Budapesten a Franklin Társulat Magyar Regényírók sorozatában jelent meg három kötetben.